# BBC Sessions (álbum de Led Zeppelin)
BBC Sessions es un álbum de grabaciones para la BBC, de la banda británica de rock Led Zeppelin. 
Fue publicado como dos CD, y cassettes el 11 de noviembre de 1997 por Atlantic Records y posteriormente la reedición publicada el 16 de septiembre de 2016.

## Detalles
El primer disco es una recopilación de tres sesiones para la BBC, realizadas en el año 1969. El segundo disco es un concierto grabado el 1 de abril de 1971, en el Paris Theatre de Londres. 
Existieron innumerables versiones piratas de estas sesiones antes de su publicación oficial. Este lanzamiento fue muy cálidamente recibido, por haber sido esperado por largo tiempo, aunque parte del material disponible en las cintas piratas no aparece y otra parte ha sido editado y retocado.

## The Complete BBC Sessions
Una reedición del álbum fue lanzada el 16 de septiembre de 2016, con el nombre de The Complete BBC Sessions, que consiste en una versión remasterizada y ampliada del doble CD publicado en 1997, ya que contiene material extra e inédito: ocho grabaciones nunca publicadas y que fueron encontradas y recuperadas de una sesión perdida de abril de 1969, conteniendo el tema "Sunshine Woman", el cual no fue incluido en ninguno de los álbumes de estudio que la banda editó. La reedición está disponible en tres formatos: una edición de lujo de tres CD, una edición de lujo de cinco LP y una edición súper de lujo de 3 CD, 5 LP, un libro de 44 páginas y una impresión limitada de la portada original del disco.

## Lista de temas
Disco uno
1. "You Shook Me" (Dixon/Lenoir) - 5:14
2. "I Can't Quit You Baby" (Dixon) - 4:22
3. "Communication Breakdown" (Page/Jones/Bonham) - 3:12
4. "Dazed and Confused" (Page) - 6:39
5. "The Girl I Love She Got Long Black Wavy Hair" (Bonham/Jones/Page/Plant/Estes) - 3:00
6. "What Is and What Should Never Be" (Page/Plant) - 4:20
7. "Communication Breakdown" (Bonham/Jones/Page) - 2:40
8. "Travelling Riverside Blues" (Johnson/Page/Plant) - 5:12
9. "Whole Lotta Love" (Bonham/Dixon/Jones/Page/Plant) - 6:09
10. "Somethin' Else" (Cochran/Sheeley) - 2:06
11. "Communication Breakdown" (Bonham/Jones/Page) - 3:05
12. "I Can't Quit You Baby" (Dixon) - 6:21
13. "You Shook Me" (Dixon/Lenoir) - 10:19
14. "How Many More Times" (Bonham/Jones/Page) - 11:51

Disco dos
1. "Immigrant Song" (Page/Plant) - 3:20
2. "Heartbreaker" (Bonham/Jones/Page/Plant) - 5:16
3. "Since I've Been Loving You" (Jones/Page/Plant) - 6:56
4. "Black Dog"(Jones/Page/Plant) - 5:17
5. "Dazed and Confused" (Page) - 18:36
6. "Stairway to Heaven" (Page/Plant) - 8:49
7. "Going to California" (Page/Plant) - 3:54
8. "That's the Way" (Page/Plant) - 5:43
9. "Whole Lotta Love" (Bonham/Dixon/Jones/Page/Plant) - 13:45 [Contiene fragmentos de «Boogie Chillun», «Fixin’ to Die», «That’s Alright Mama» y «A Mess of Blues»]
10. "Thank You" (Page/Plant) - 6:37

Disco tres
1. ”Communication Breakdown” (Bonham/Jones/Page) - 3:00
2. ”What Is and What Should Never Be” (Page/Plant) - 4:14
3. ”Dazed and Confused” (Page) - 11:08
4. ”White Summer” (Page) - 8:22
5. ”What Is and What Should Never Be” (Page/Plant) - 4:44
6. ”Communication Breakdown” (Bonham/Jones/Page) - 4:54
7. ”I Can’t Quit You Baby” (Dixon) - 5:26
8. ”You Shook Me” (Dixon/Lenoir) - 4:10
9. ”Sunshine Woman” (Bonham/Dixon/Johnson/Jones/Plant/Page) - 3:06

## Personal
- Robert Plant - voz
- Jimmy Page - guitarra, remasterizado, productor
- John Paul Jones - bajo
- John Bonham - batería
- Jon Astley - remasterizado
- Chris Walter - fotografía
- Andie Airfix - dirección artística, diseño
- Luis Rey - liner note